# Gymnotus maculosus
Gymnotus maculosus és una espècie de peix pertanyent a la família dels gimnòtids.

## Hàbitat
És un peix d'aigua dolça, bentopelàgic i de clima tropical (22 °C-28 °C).

## Distribució geogràfica
Es troba a Centreamèrica: Costa Rica, Guatemala i Mèxic.

## Observacions
És inofensiu per als humans.